# António Maria José de Melo César e Meneses

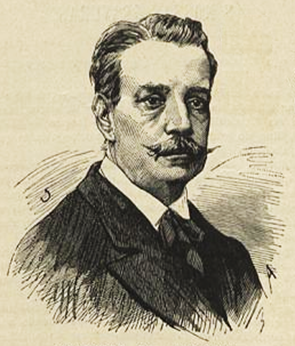
O Marquês de Sabugosa, c. 1879.

D. António Maria José de Melo Silva César e Meneses (Calvário, Belém, hoje em Lisboa, 6 de Julho de 1825 — Alcântara, Lisboa, 2 de Dezembro de 1897), 8.º conde de Sabugosa, 10.º conde de São Lourenço e 3.º marquês de Sabugosa, foi um aristocrata e intelectual que teve uma participação relevante na vida política portuguesa, tendo sido militante destacado do Partido Histórico, par do reino com grande participação na Câmara dos Pares, governador civil e administrador de empresas. Entre outros cargos relevantes, foi Ministro do Reino (1873) e Ministro da Marinha (1879), governador civil do Distrito de Lisboa e do Distrito de Braga, enfermeiro-mor do Hospital de São José e director da Companhia das Águas de Lisboa.

## Biografia
Oriundo de uma família da alta aristocracia portuguesa, nasceu no Palácio Sabugosa, filho do 9.º conde de São Lourenço, António José de Melo Silva César e Meneses, e de sua primeira mulher, Teresa Maria do Resgate Correia de Sá. Filho primogénito do casal, herdaria a fortuna e os títulos de seu pai, sendo o 10.º alferes-mor, o 10.º conde de São Lourenço e o 3.º marquês de Sabugosa por decreto de 30 de Abril de 1853, título que herdou do seu avô paterno, José António Melo da Silva César e Meneses, o 2.º marquês de Sabugosa.
Revelou-se um notável intelectual, com grande participação e influência nos círculos literários lisboetas do seu tempo. Também se dedicou à política, granjeando grande influência no Partido Histórico, de que foi um dos mais influentes militantes. Mais tarde militou no Partido Progressista, de que foi destacado dirigente.
Ao contrário do seu avô e de seu pai, que se mantiveram fiéis ao miguelismo mesmo após a instauração da monarquia constitucional portuguesa, aderiu aos ideais liberais e integrou-se facilmente nas instituições do regime constitucional. Militante do Partido Histórico, iniciou a sua carreira política exercendo os cargos de governador civil do Distrito de Braga (de 15 de Dezembro de 1860 a 19 de Março de 1862) e depois do Distrito de Lisboa (de 19 de Março de 1862 a 9 de Março de 1864). Voltaria a exercer o cargo de governador civil de Lisboa por mais duas vezes, de 24 de Julho de 1868 a 13 de Agosto de 1869 e, efemeramente, de 30 de Agosto a 5 de Setembro de 1870.
Foi enfermeiro-mor do Hospital de São José da cidade de Lisboa, um cargo que ao tempo correspondia ao de principal administrador daquela instituição, com funções de gestão e de angariação de fundos.
Foi também um dos administradores da Companhia das Águas de Lisboa, cargo de que se demitiu em 1872 para evitar um conflito de interesses que resultou das fortes críticas lançadas pelo Partido Histórico à aprovação pelo governo de um regulamento de concessão do serviço de abastecimento de água à capital portuguesa considerado pela oposição como "vexatório e ilegal".
Sucedeu a seu avô, que fora feito par do reino em 1826, no cargo de par do reino com direito de sucessão, tendo tomado posse do assento em 7 de Junho de 1864. Com esta entrada na Câmara dos Pares iniciou uma carreira parlamentar que se prolongaria por 26 anos e que o tornou num dos mais experientes e influentes membros daquela câmara. Na sua longa e profícua acção como par do reino distinguiu-se pela correcção das suas intervenções parlamentares, sendo considerado como avesso ao facciosismo partidário. Ao longo da sua carreira parlamentar, foi por diversas vezes eleito membro da mesa da Câmara dos Pares.
Entre 5 de Março e 17 de Abril de 1865 exerceu o cargo de Ministro do Reino no governo presidido pelo duque de Loulé. Foi uma passagem curta pela governação, como membro do 25.º governo da Monarquia Constitucional, tendo exercido o cargo apenas na fase final daquele executivo.
Como par do reino, ganhou notoriedade ao apresentar em 1869 uma moção de protesto contra o iberismo republicano e socialista. A moção de ordem, na qual protestava contra a propaganda republicana federalista ibérica e a pouca acção do governo no seu controlo, foi aprovada por unanimidade e levou à queda, em Agosto daquele ano, do 29.º governo da Monarquia Constitucional, presidido por Bernardo de Sá Nogueira de Figueiredo, Marquês de Sá da Bandeira.
Saiu da ribalta da política partidária em 1878, quando se demitiu de membro da comissão executiva do Partido Progressista em dissidência com a posição assumida pelo partido sobre a liberdade de imprensa, em particular sobre a forma como a imprensa poderia discutir os actos do poder moderador do rei. Apesar de se demitir da direcção do partido, manteve-se militante progressista e no ano seguinte voltou ao governo, exercendo o cargo de Ministro da Marinha e Ultramar entre 1 Junho de 1879 e 3 de Julho de 1880, no 37.º governo da Monarquia Constitucional presidido por Anselmo José Braamcamp.
A sua nomeação para o cargo de ministro responsável pelas colónias seguiu-se a uma intervenção feita no início do ano de 1879, quando presidiu a um comício reunido no Teatro Circo Price, na Rua do Salitre, contra a concessão de uma vasta área da Zambézia, no território de Moçambique, a Paiva de Andrada. Nessa mesma altura apresentou na Câmara dos Pares de um projecto de lei que visava a anulação daquela concessão. Como Ministro da Marinha e Ultramar exerceu uma notável acção reformista, procedendo a importantes alterações na estrutura e funcionamento da administração colonial portuguesa. Entre essas reformas destaca-se a clarificação do estatuto do pequeno enclave de São João Baptista de Ajudá, a separação administrativa de Cabo Verde e da Guiné, com a consequente estruturação concelhia e administrativa deste último território. Também deu especial atenção ao fomento do investimento público nos territórios ultramarinos, conseguindo autorização parlamentar para avultados empreendimentos, entre os quais a linha férrea de Mormugão no Estado da Índia e a concessão à Eastern Telegraph Company da ligação telegráfica por cabo submarino a Lourenço Marques.
Quando faleceu estava há muitos anos afastado da vida pública, mas ainda assim, em 1889, por ocasião da aclamação do rei D. Carlos I de Portugal, desempenhou as funções honoríficas de alferes-mor que havia herdado de seu avô, tendo sido esta a sua última aparição pública de relevo. Em 2 de Dezembro de 1897, falece aos 72 anos, na rua de são Joaquim, número 68, em Alcântara. Jaz no jazigo particular dos Condes de Sabugosa, no Cemitério dos Prazeres.
Casou a 24 de Abril de 1852 com Maria do Carmo da Cunha Portugal e Meneses, dama honorária da rainha D. Maria Pia de Sabóia, filha de D. António Maria de Portugal e Meneses, moço fidalgo com exercício, senhor do morgadio de Soure e Ponte de Sor, e de sua mulher, Ana Mafalda da Cunha, filha do conde da Cunha.
Foi grã-cruz da Ordem de Nossa Senhora da Conceição de Vila Viçosa, alferes-mor do reino, veador da Fazenda da rainha D. Maria Pia de Sabóia, par do reino por sucessão de seu avô, o 2.º marquês de Sabugosa, prestando juramento e tomando posse na respectiva câmara na sessão de 7 de Março de 1864.